# بويان رادتيتش
بويان رادتيتش (بالصربية: Бојан Радетић) مواليد 19 أغسطس 1988 في بانيا لوكا، جمهورية يوغوسلافيا الاشتراكية الاتحادية، هو لاعب كرة سلة صربي. بدأ مسيرته الاحترافية في سنة 2007. يحمل الرقم 12.

## المسيرة الاحترافية
لعب مع نادي إف إم بي لكرة السلة في موسم 2009–2010، ثم لعب مع نادي ريد ستار لكرة السلة في موسم 2011–2012، ثم لعب مع نادي إيجوكيا لكرة السلة في سنة 2013.

## روابط خارجية
- بويان رادتيتش على موقع الاتحاد الدولي لكرة السلة (الإنجليزية)
- بويان رادتيتش على موقع كرة السلة الأوروبية.كوم (الإنجليزية)
- بويان رادتيتش على موقع ريلجم (الإنجليزية)
- بويان رادتيتش على موقع بروبوليرز (الإنجليزية)